# Tour of Quanzhou Bay
Tour of Quanzhou Bay – wieloetapowy wyścig kolarski rozgrywany corocznie wokół Quanzhou i zatoki o tej samej nazwie w Chinach.
Wyścig organizowany jest od 2017 i od początku należy do cyklu UCI Asia Tour z kategorią 2.2. 

## Zwycięzcy
Opracowano na podstawie:
| Rok  | Pierwsze      | Drugie             | Trzecie            |
| ---- | ------------- | ------------------ | ------------------ |
| 2017 | Max Stedman   | Drew Morey         | Dawit Yemane       |
| 2018 | Max Stedman   | Fung Ka Hoo        | Marko Pavlic       |
| 2019 | Ryan Cavanagh | Mychajło Kononenko | Ołeksandr Poływoda |